# Четвёртый стиль древнеримской живописи

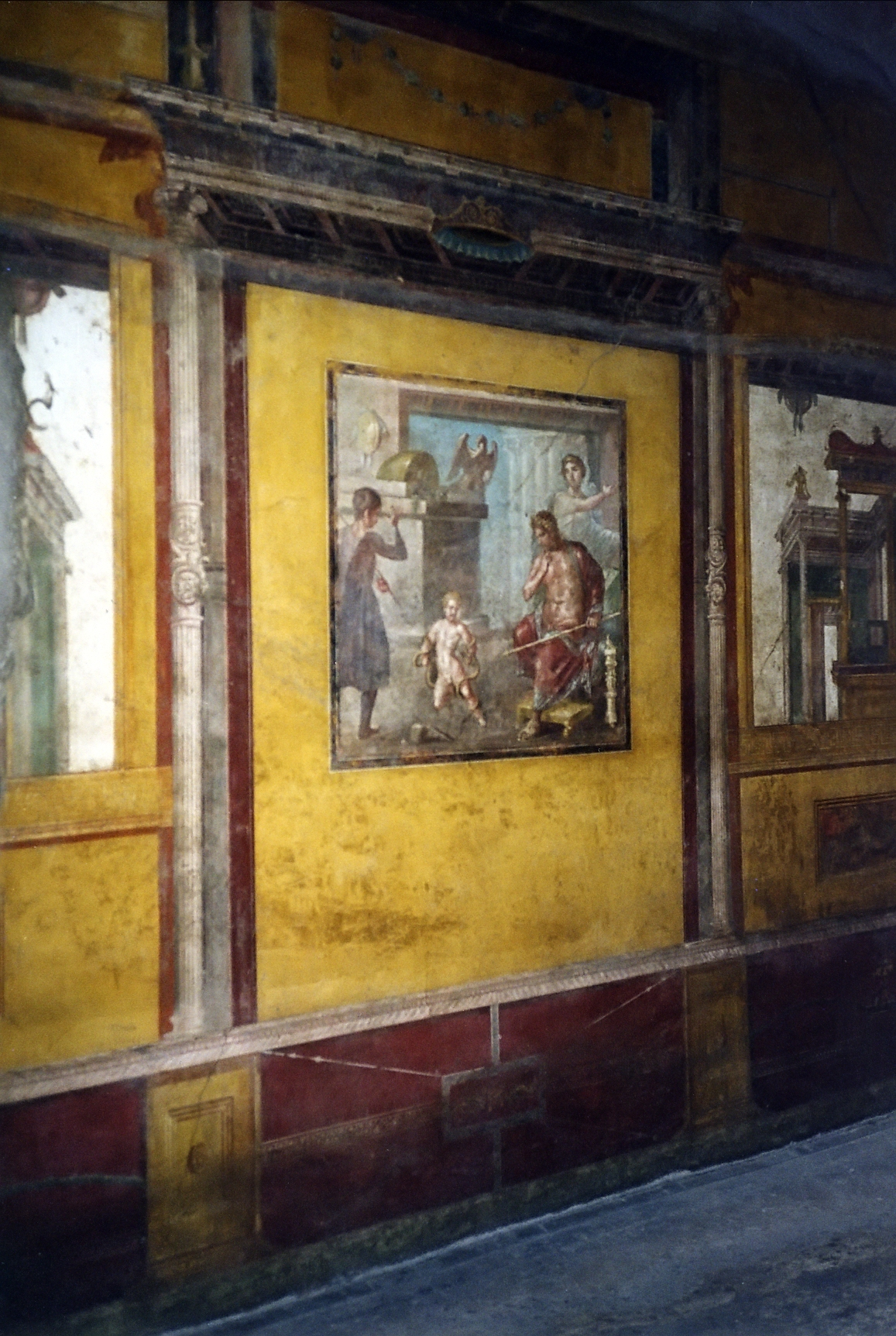
Фреска выполненная в четвёртом стиле в Доме Веттиев (младенец Геракл)

Четвёртый стиль, это один из четырёх «стилей» (но было бы корректнее называть их декоративными схемами) римской стенописи. Также этот стиль называют фантастическим стилем или перспективно-орнаментальным. Он закрепляется в годы правления Нерона и отличается от других добавлением фантастических композиций и сценичностью, (it:Casa dei Vettii) в Помпеях и Золотой дом Нерона в Риме). После реконструкции города, разрушенного землетрясением 5 февраля 62 года (извержение вулкана Везувий, накрывшее город, произошло 24 августа 79 года), большая часть зданий Помпей украшена росписями в этом стиле.
Четвёртый стиль характеризуется изобилием богатств[прояснить], но в то же время отсутствием новых элементов. Он обращается к элементам и декоративным формулам, которые уже использовались в прошлом: возвращение к моде имитации облицовки стен мрамором, фиктивные архитектурные элементы и тромплей характерные для второго стиля, но также украшение канделябрами, крылатыми фигурами и побегами растений, характеризующими третий стиль.
В Помпеях примеры этого стиля находятся в Доме Веттиев (it:Casa dei Vettii) и в Доме Диоскуров (it:Casa dei Dioscuri), созданные, возможно, художниками из одной мастерской.
Другие примеры четвёртого стиля в Помпеях находятся в Доме Менандра, атриум которого украшен сценами Троянской войны, изображениями Приама, Менелая и Елены в королевском дворце, а также Аякса, гонящегося за Кассандрой, которая ищет защиты у палладиума.

## Другие образцы

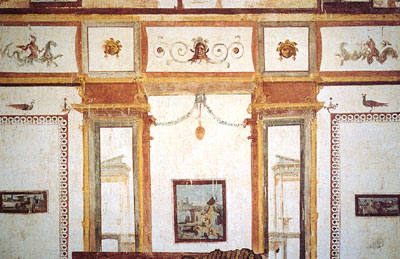
Золотой дом Нерона, Рим
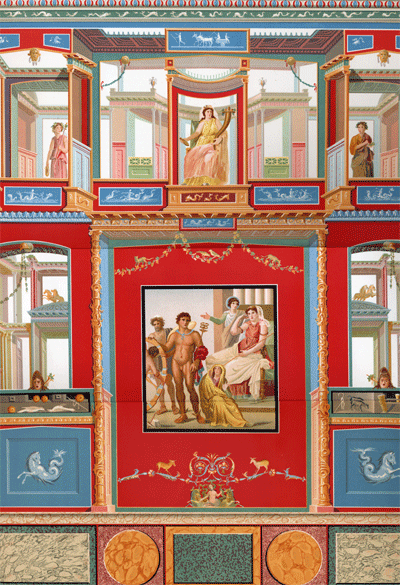
Реконструкция Дома Веттиев, Помпеи
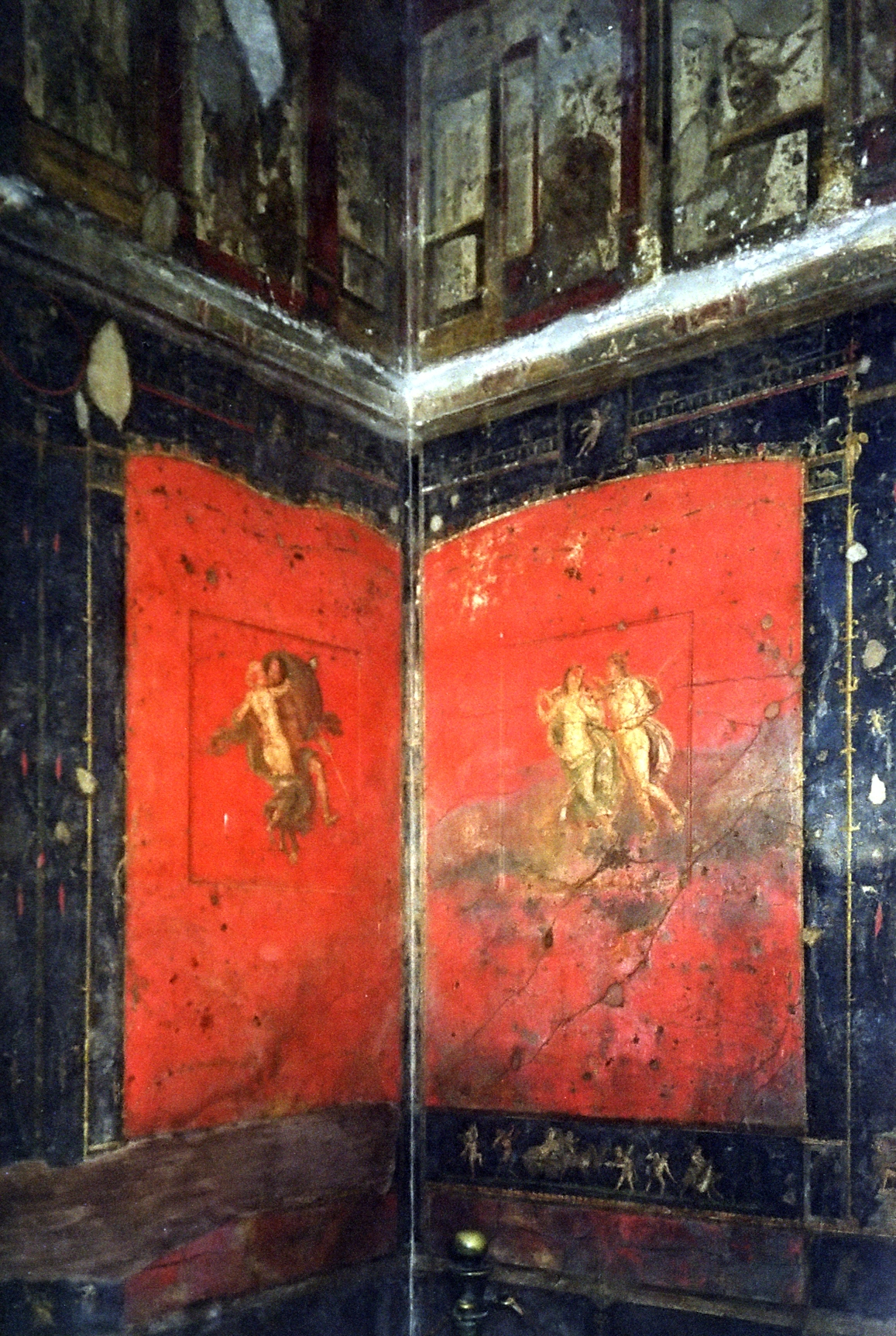
Дом Веттиев, Помпеи, oecus
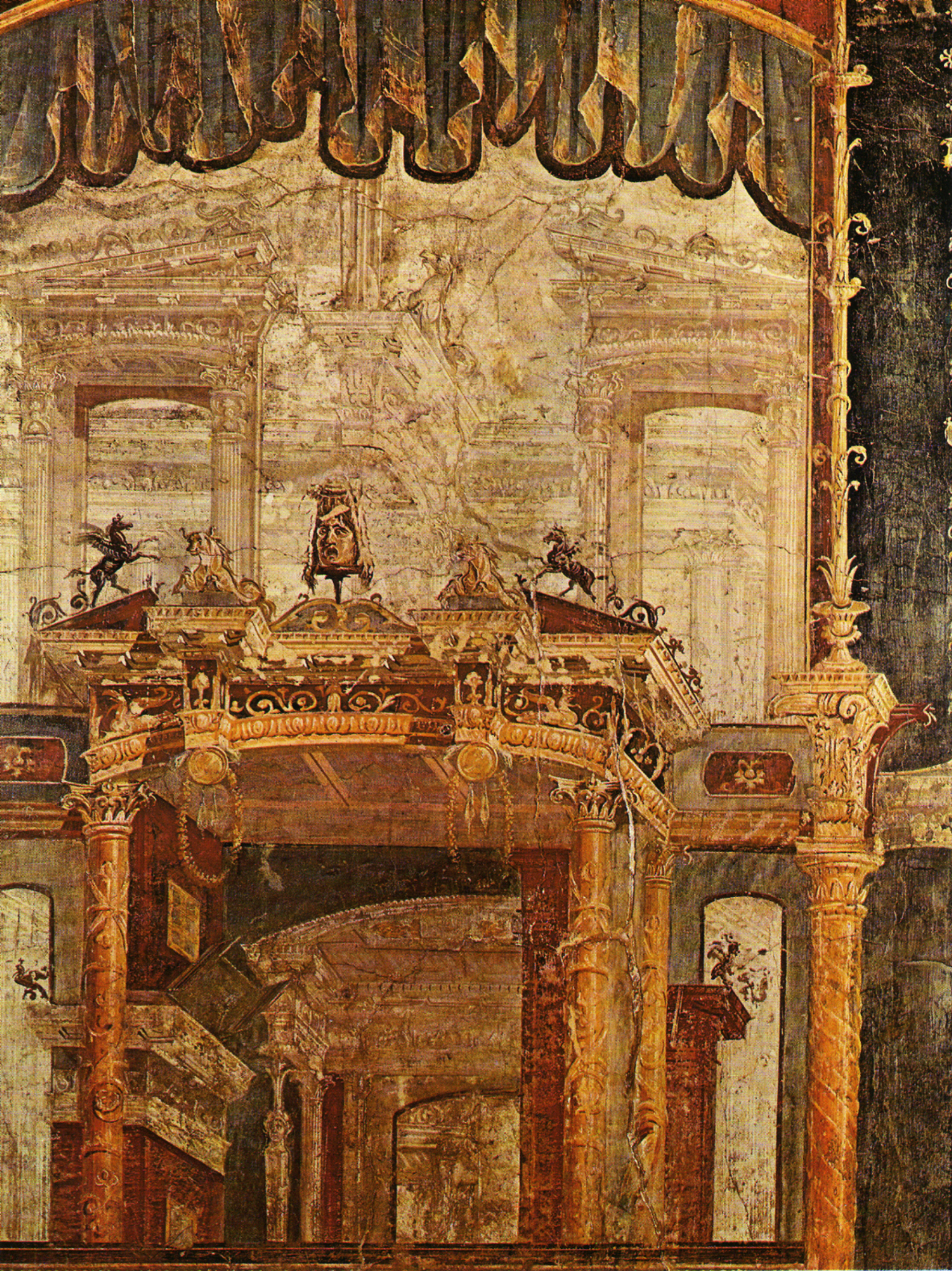
Геркуланум, базилика